# World Archery
World Archery è l'organismo di governo mondiale del tiro con l'arco.
Ad esso afferiscono più 160 federazioni nazionali.
Fondata nel 1931 a Leopoli, in Polonia (oggi in Ucraina), nacque come Fédération internationale de tir à l'arc (Federazione internazionale di tiro con l'arco) e dal 2011 è nota con il nome attuale.
La sua sede è a Losanna, in Svizzera.

## Storia
La FITA fu fondata il 4 settembre 1931 a Leopoli - all'epoca sotto la sovranità della Seconda repubblica polacca e oggi in Ucraina - dai rappresentanti di sette Paesi, Francia, Italia, Cecoslovacchia, Polonia, Svezia, Ungheria e Stati Uniti. 
I rappresentanti di ogni paese approvarono uno statuto e un regolamento per le competizioni di tiro con l'arco.
La loro prima richiesta fu mossa verso il Comitato Olimpico Internazionale (CIO) affinché il tiro con l'arco, escluso dopo il 1920, fosse riammesso ai Giochi olimpici. La richiesta fu accolta per le Olimpiadi di Monaco di Baviera del 1972.
All'interno delle celebrazioni per gli 80 anni della federazione, nel 2011, nell'ottica di modernizzare e accrescere la popolarità della disciplina, la maggioranza dei membri del Congresso della federazione ha votato per il cambio di nome da FITA a World Archery Federation (WA) .

## Competizioni
Il tiro con l'arco è presente in varie competizioni internazionali, sia di tipo multisportivo (come Universiade, Giochi del Commonwealth e Olimpiadi) sia ad esso dedicate

### Giochi Olimpici
Il tiro con l'arco partecipò ai Giochi olimpici la prima volta nel 1900; dopo esservi stato escluso dopo l'edizione del 1924, vi ritornò in maniera regolare a partire dall'edizione 1972. Nel 1988 vennero aggiunti gli eventi a squadre.
La disciplina è presente anche alle Paralimpiadi, ai Giochi olimpici giovanili e ai Giochi mondiali.

### Campionati Mondiali di Tiro con l'Arco
Dal 1931 la Federazione organizza i Campionati mondiali di tiro con l'arco; organizzati ogni anno fino al 1959, in seguito l'evento assunse cadenza biennale. Inoltre, in occasione di ogni Campionato del Mondo, viene indetto il Congresso dei membri della federazione.
Esistono 5 diverse tipologie di competizione: Outdoor, Indoor, Giovani, Para-Archery, e Field.

### Archery World Cup
Dal 2006 la WA organizza annualmente la Archery World Cup.
La competizione consiste in 4 round disputati in un anno solare in diverse località in varie parti del mondo; alla fine dei round, i migliori qualificati nelle categorie "individuale" e "a squadre" partecipano alla fase finale che si svolge a fine anno
Dal 2010-11 viene organizzata anche una versione Indoor composta da 3 round più finale da disputare nel periodo invernale.

## Organi di dirigenza
Dopo l'ultimo Congresso tenutosi il 31 agosto 2009 a Ulsan (Corea), il Consiglio FITA è così formato:
- presidente: Erdener Ugur
- primo vicepresidente: Paulsesn Paul
- vicepresidente: Bouclet Philippe
- vicepresidente: Kosavinta Sanguan
- vicepresidente: Diaz Bazan Ernesto
- segretario generale: Dielen Tom
- tesoriere: Smith Robert

più altri otto componenti.
I membri del consiglio vengono eletti ogni quattro anni.
Fanno parte del Comitato esecutivo il presidente, il primo vicepresidente e un vicepresidente, scelti ogni anno dal Consiglio.